# Palazzo Pacchiani Rivola
Palazzo Pacchiani, un tempo palazzo Gromo dei Rivola, si trova nella parte alta della città di Bergamo, in via Gaetano Donizetti, quella che un tempo era chiamata via del Gromo prendendo il nome dal colle omonimo, e raggiunge piazza Duomo e piazza Reginaldo Giuliani, dove si trova la porta dei leoni bianchi della basilica di Santa Maria Maggiore, nel XIII secolo era la zecca di Bergamo.

## Storia
Via Gaetano Donizetti, ex colle o collina del Gromo, perché posta sul colle omonimo, e via San Cassiano dal nome della chiesa non più esistente, ha una storia antica, vi sono presenti palazzi di proprietà delle antiche famiglie bergamasche fra questi Casa Fogaccia detto anche dell'Arciprete, palazzo Scotti e palazzo Gromo dei Rivola, un tempo la Zecca di Bergamo. Sulla via era presente anche la scomparsa chiesa di San Cassiano che dava il nome alla vicinia omonima.
Un'epigrafe posta sul muro a sud del palazzo ricorda la sua antica destinazione di zecca, è documentata infatti dal 1236 al 1302 la fabbricazione di monete in argento da parte della famiglia Rivola proprietaria del palazzo, l'antica famiglia guelfa che aveva possedimenti minerari d'argento in alta val Seriana e precisamente a Gromo in località Coren del Cucì, miniere che i Rivola dovranno cedere nel 1214 al vescovo Giovanni Tornielli.
Nel tempo si susseguirono differenti famiglie proprietarie del palazzo, poi sede del Museo Cividini nella Antica Zecca, officina di scultura e gipsoteca dello scultore Pierantonio Volpini, e una collezione di opere dedicate alla scultura contemporanea.
Un ramo della famiglia Rivola, si trasferì in via Arena, viene citata una torre dei detto Migliavacca dei Rivola nel 1220, costruita sopra un domus romana -Domus di Lucina -, torre che venne poi ceduta ai Priacini. Nel 1399 Antoniolo Priacini donò il fabbricato e le sue rendite terriere alla Fondazione MIA disponendone la trasformazione in un istituito l'hospitium, diventando poi l'Ospedale di Santa Maria Maggiore.

## Architettura

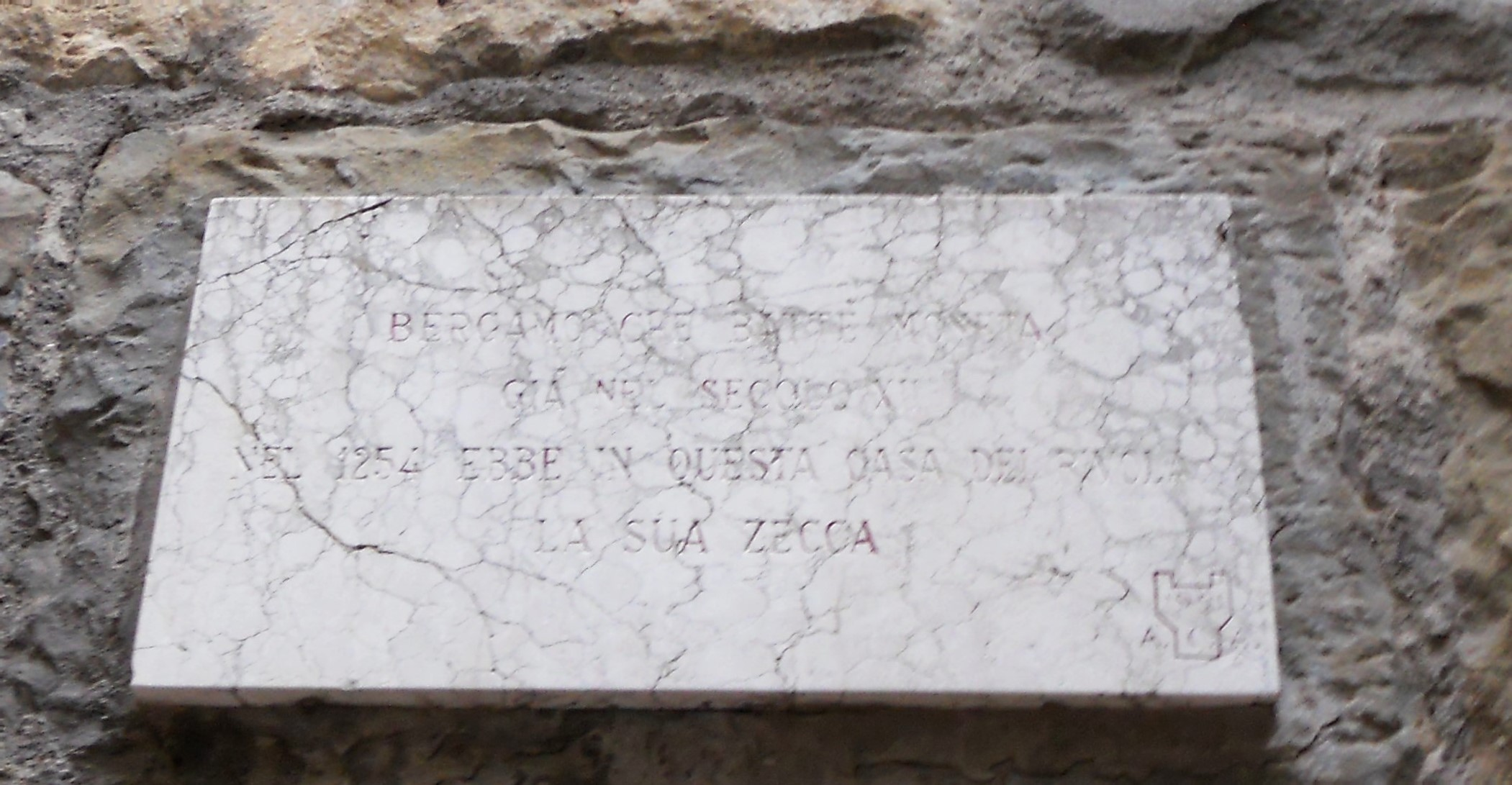
Epigrafe della casa Pacchiani Rivola prima zecca di Bergamo

Le differenti zoccolature del palazzo denotano che due erano i fabbricati inglobati solo in epoche successive in uno unico. La parte più a sud è formata da grossi blocchi di pietra che potrebbero essere la base di una torre, o forse di un edificio di origine romana. L'edificio venne più volte restaurato e modificato dal XVII secolo fino al XX.
Il grande portone a tutto sesto ha gli stipiti scolpiti in motivo bugnato, e architrave sagomata dove è posto lo stemma degli Angelini. Si apre su di un androne con volta a crociera.
Al secondo piano sono presenti grandi finestre architravate, che sulla parete a est danno sul giardino pensile, mentre sul lato ad nord le finestre sono irregolari e danno accesso su di un lungo balcone, sulla facciata a ovest sono presenti piccoli balconcini in pietra arenaria.
Il fabbricato si presenta intonacato con una base in pietra a vista di robusto impianto sulla parete est, così come grossi blocchi di pietra sugli spigoli, e con le cornici delle aperture in pietra arenaria bocciardata.
Accanto al fabbricato è presente il grande arco che conteneva la fontana del Gromo, nella posizione e muratura tipica delle fontane medioevale della città.

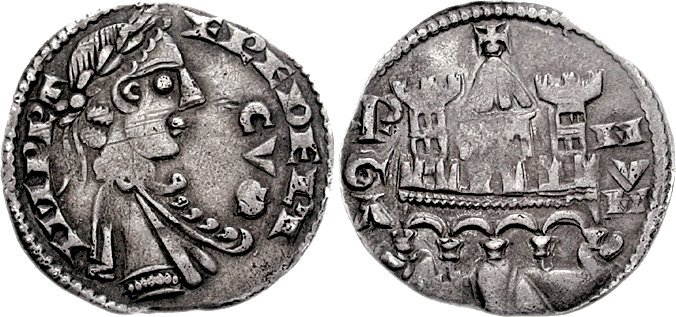
Bergamo grosso 4 d 76001807